# World Wide Wohnzimmer
World Wide Wohnzimmer (kurz WWW, früher TWIN.TV) ist eine Web-Show der Zwillinge und Entertainer Dennis und Benni Wolter, in der sie prominente Gäste aus Social Media, Politik, Comedy und Musik einladen und mit ihnen Studiospiele spielen oder einen Talk führen.

## Geschichte
Seit dem 17. März 2015 erscheint wöchentlich dienstags die Web-Show World Wide Wohnzimmer auf dem am 26. Mai 2010 unter dem Namen TWIN.TV gegründeten YouTube-Kanal der Zwillinge. Zuvor wurden dort verschiedene Unterhaltungsvideos veröffentlicht. 2016 wurde auch der YouTube-Kanal nach der Web-Show benannt. In der Sendung wurden Neuigkeiten aus der YouTube-Szene behandelt und satirisch aufgearbeitet und durch Einspieler und Formate mit Gästen ergänzt.
Bis zum Sommer 2016 stand die Web-Show bei Endemol beyond unter Vertrag, fiel allerdings einer Neuausrichtung des Unternehmens zum Opfer. Zum 15. Januar 2017 übernahm das öffentlich-rechtliche Online-Medienangebot Funk von ARD und ZDF das Format. Von da an wurde jeweils dienstags, mittwochs, freitags und sonntags um 17 Uhr ein Video veröffentlicht.
Im Oktober 2019 kündigten Dennis und Benni Wolter an, mit der Show den damaligen Sendeplatz des Neo Magazin Royale bei ZDFneo zu übernehmen. In der letzten Folge des Neo Magazin Royale waren sie auch in einem Einspieler zu sehen. Mitte 2020 gab ZDFneo jedoch bekannt, dass die Show Late Night Alter den Sendeplatz am Donnerstagabend bekommt.
Seit 2023 wird die Show durch das im selben Jahr neu gegründete Produktionsstudio PrettyWellDone der Wolter-Brüder produziert, das Teil von Florida Entertainment, der Produktionsgesellschaft des Moderatorenduos Joko und Klaas, ist.
Nach rund 1.600 gemeinsam produzierten Videos beendeten die Geschwister zum 17. Juli 2024 die Zusammenarbeit mit Funk. Die Zielgruppe des Formats sei aus dem primär auf Jugendliche ausgerichteten Netzwerk „herausgewachsen“, weshalb Funk das Format Mitte 2025 beenden wollte. Man einigte sich auf eine vorzeitige Beendigung der Zusammenarbeit, nach deren Ende die Zwillinge den Wechsel von World Wide Wohnzimmer zum Streaminganbieter Joyn der ProSiebenSat.1 Media bekanntgab. Dieser kündigte 156 neue Folgen an, die ab dem 15. August 2024 montags, mittwochs und freitags auf Joyn und 14 Tage später auf dem YouTube-Kanal erscheinen sollen.
Im August 2025 gaben die Zwillinge bekannt, sich mit ihrer Show für einige Zeit in eine Auszeit zu begeben. In der Zeit arbeite man an neuen Ideen.

## Gäste
Seit der Gründung des Kanals im Jahr 2010 sind Gäste ein essentieller Bestandteil der Web-Show World Wide Wohnzimmer. Nachdem zunächst primär Personen aus dem YouTube- und Streamingbereich, wie etwa MontanaBlack, Rewinside, Herr Bergmann, Freshtorge, Phil Laude, Inscope21, UnsympathischTV, Julien Bam, Reved, Rezo oder Papaplatte, zu Gast waren, folgten mit steigender Reichweite ab etwa 2018 auch bekanntere Gäste aus diversen Bereichen des öffentlichen Lebens, wie etwa Musiker (u. a. Peter Maffay, Felix Jaehn, Adel Tawil, Mark Forster, Scooter, Finch, Katja Krasavice, Elif, Sido, Lena Meyer-Landrut, Marteria, Farid Bang und Tokio Hotel), Comedians (u. a. Carolin Kebekus, Felix Lobrecht, Chris Tall, Bülent Ceylan, Hazel Brugger, Atze Schröder und Maria Clara Groppler), Sportler (u. a. Lukas Podolski, Jonas Hector), Schauspieler (u. a. Frederick Lau und Annette Frier) oder Politiker (Olaf Scholz, Karl Lauterbach, Lars Klingbeil, Robert Habeck, Christian Lindner und Marie-Agnes Strack-Zimmermann) sowie der Moderator Thomas Gottschalk.

## Rubriken

### YouTube-Wochenrückblick/Was war die Woche?
Bei diesem Format handelte es sich um einen Wochenrückblick, in dem besondere, vor allem YouTube-bezogene Vorkommnisse der vergangenen sieben Tage angesprochen und kommentiert wurden. Dies geschah in kurzen Einspielern durch die Wolter-Zwillinge und prominente Gäste.
Ab September 2020 war der Wochenrückblick in verändertem Format unter dem Titel Was war die Woche auf Sendung. Das Format hat hierbei Ähnlichkeiten mit den Stand-Up-Segmenten vieler Late-Night-Shows.
Die Gestaltung der Rubrik zeichnete sich durch schnelle Schnitte, kurze Einspieler und eine große Menge an Videoeffekten aus.
Die Rubrik wurde ursprünglich jede Woche am Freitag ausgestrahlt. Mit einer längeren Pause und der Umbenennung in Was war die Woche erschien die Sendung unregelmäßiger. Am 19. Februar 2021 erschien die bisher letzte Ausgabe.

### Erkennst du den Song?
Bei dem Format Erkennst du den Song handelt es sich um eine Quizshow, bei dem die Teilnehmer einen Song und Interpreten erraten müssen. Es gibt in der Regel jeweils drei Teilnehmer. Die Teilnehmer bestehen aus einem der beiden Moderatoren, einem prominenten Gast und einem Wildcardgewinner, bei dem es sich um einen Zuschauer handelt.
Dennis Wolter bezeichnete am 25. April 2019 das Format Erkennst du den Song als ihr Erfolgsformat.
Die WAZ schrieb über das Format: „[…] das Ratespiel ’Erkennst Du den Song?’ oder das aus Community-Fragen generierte ’Hater Interview’, […] [würden] sich auch als Segmente einer klassischen Late Night Show gut machen.“
Ursprünglich erschien das Format nur am Dienstag, in letzter Zeit erscheint es öfters auch am Freitag oder am Mittwoch.

### Erkennst du den Song? LIVE
Zusätzlich zu den normalen Ausgaben gibt es seit dem 4. Oktober 2018 unregelmäßig auch Liveshows von Erkennst du den Song?, bei denen ebenfalls prominente Gäste eingeladen werden. Die Liveshows sind im normalen Studio der Show aufgezeichnet worden, 2021 und 2022 wurden diese aus dem Studio 1 vom hr-fernsehen in Frankfurt am Main gesendet.
Im Jahr 2023 gab es nur einmal Erkennst du den Song? LIVE am 7. Dezember 2023, welches im gleichen Studio wie der Sendung Late Night Berlin auf dem Studiogelände von Studio Berlin in Berlin-Adlershof produziert wurde. Außerdem wurde die Sendung zum ersten Mal nicht nur als Livestream auf YouTube gezeigt, sondern auch auf dem funk-Kanal auf Twitch gestreamt.
Mit dem Wechsel der Show zu der ProSiebenSat.1 Media wurde Erkennst du den Song LIVE am Mittwoch, 11. Dezember 2024 um 21:40 (ursprünglich für 21:25 angekündigt) zum ersten Mal nicht auf YouTube, sondern auf dem Sender ProSieben im Fernsehen ausgestrahlt (und auf Joyn), ebenfalls im Studio von Late Night Berlin in Berlin-Adlershof produziert.

### BUZZERWISSER!
Bei BUZZERWISSER! – ICH WEIẞ WER'S NICHT WEIẞ stehen 4 Kandidaten – meist Dennis und Benni Wolter, ein Promi sowie ein Wildcarder – im Kreis vor einem Buzzer. Von der Regie wird eine Frage gestellt, jeder Kandidat kann daraufhin buzzern und muss die Frage nicht selber beantworten, sondern wählt einen Teilnehmer aus, bei welchem er oder sie sich sicher ist, dass diese Person die Frage nicht beantworten kann. Beantwortet die ausgewählte Person die Frage korrekt, bekommt diese zwei Punkte. Kann die auserwählte Person die Frage nicht beantworten, bekommt der Teilnehmer, welcher diese ausgewählt hat, einen Punkt.

### Erkennst du den Promi?
Dieses Format ist eine Abwandlung des Formats Erkennst du den Song?. Statt Liedern und Musikstücken müssen die Teilnehmer die Namen von realen und fiktiven Personen oder Charakteren erraten, diese werden in Form von Bildern eingespielt.
Ebenfalls gibt es eine Änderung der Personenanzahl. Während bei Erkennst du den Song drei Personen gegeneinander antreten, sind es bei Erkennst du den Promi lediglich 2 Personen.

### Die TOP 5 …
Bei den TOP 5-Videos handelt es sich um eine Rankingshow, bei der, in einem jeweils ca. 10–12 Minuten langen Video, ein Ranking von den Plätzen 1 bis 5 zu einem bestimmten, YouTube-bezogenen Thema vorgestellt wird.
Die Platzierungen werden nach der Vorstellung von Benjamin und Dennis Wolter und weiteren Influencern wie beispielsweise CrispyRob, Freshtorge, Simon Will, Herr Bergmann und Klengan kommentiert.
Am häufigsten wurde das Top-5-Video „Die 5 krassesten Katja Krasavice Momente! | #Top5“ angeschaut.
Das Ranking und die entsprechenden Videozusammenschnitte werden von den Kanalinhabern erstellt, wobei die Belegung der Plätze häufig keinen objektiven Kriterien zu folgen scheint.

### Hater-Interview
In diesem Format werden die Gäste der Web-Show mit einer Auswahl an kritischen oder beleidigenden Fragen konfrontiert und deren Reaktionen in einem ca. 3–7 Minuten dauernden Video zusammengeschnitten.
Die erste Folge, die am 20. November 2016 veröffentlicht wurde, zeigt die Reaktion des YouTubers Marvyn Macnificent auf vornehmlich diskriminierende und beleidigende Fragen an bzw. über seine Person. Das Format erscheint unregelmäßig.
Der Unterhaltungswert der Sendung liegt dabei in den humoristischen oder schlagfertigen Antworten des jeweiligen YouTubers.
Vormals ein häufig erscheinendes Format, tritt es in letzter Zeit quasi nicht mehr auf dem Kanal auf. Die letzte Folge stammt vom 2. Oktober 2020.

### Das beantwortest du nie!
Dieses Format gibt es seit dem 27. März 2020. Hier müssen die Teilnehmer, häufig unangenehme, Fragen beantworten, zum Beispiel „Wann hast du zuletzt geweint?“ oder „Was waren die letzten Worte an deinen Ex-Partner?“. Möchten die Teilnehmer eine Frage nicht beantworten, so haben sie die Möglichkeit, einmal pro Runde einen Joker einzusetzen.
Es gibt pro Folge zwei Teilnehmer. Diese bestehen aus einem der Zwillinge und einem prominenten Gast.

### Korrekt oder Weg!
Das erste Video dieses Formats erschien am 9. April 2021 auf dem Kanal. Bei diesem Format sitzen vier Teilnehmer an einem Tisch und bekommen nacheinander Fragen gestellt. Diese Fragen können aus verschiedensten Bereichen kommen.
Die Teilnehmer haben jeweils wenige Sekunden Zeit, um auf eine Frage zu antworten. Kann einer der Teilnehmer nicht korrekt auf eine Frage, oder in der vorgegebenen Zeit antworten, so muss er einen kleinen Becher eines eklig schmeckenden Getränks trinken. Gleichzeitig verliert er dabei ein Leben. Verliert ein Teilnehmer alle seine drei Leben, so scheidet er aus dem Format aus.
Sind nur noch zwei Teilnehmer vorhanden, wandelt sich das Format der Fragen. Jetzt bekommen die beiden Teilnehmer jeweils „Entweder-Oder“-Fragen gestellt, so zum Beispiel „Aussage wahr oder falsch“ oder „Person aus den Harry-Potter-Büchern oder nicht“.
Die vier Teilnehmer setzen sich meist aus den Zwillingen, einem Zuschauer und einem prominenten Gast zusammen.

### Song Korrekt oder Weg!
Dieses Format ist eine Fusion aus „Korrekt oder Weg!“ und „Erkennst du den Song“. Vier Teilnehmer sitzen an einem drehbaren Tisch und bekommen der Reihe nach abwechselnd einen Song zugespielt und haben wenige Sekunden Zeit den Titel, sowie alle Interpreten richtig zu benennen.
Bei korrekter Antwort ist der nächste dran, bei falscher Antwort muss derjenige einen „Ekelshot“ trinken und verliert eines seiner drei Leben. Bei dem Verlust von allen drei Leben ist man ausgeschieden.
Bei zwei übrigen Kandidaten wird ein Finale gespielt, bei dem man mit dem zugespielten Titel arbeiten muss, zum Beispiel nach dem Hören die Lyrics vervollständigen oder ein Intro einer jeweiligen Sendung oder Show zuordnen.

### Hochpetern
Bei diesem Format kommt es auf Selbsteinschätzung an. Drei Kandidaten spielen mit und bekommen in jeder Runde eine Aufgabe wie zum Beispiel „Wer kennt die meisten '7 vs. Wild' Teilnehmer?“ oder „Wer schafft es, sich mehr Wäscheklammern ins Gesicht zu klammern?“. Die Aufgabe ist es nun sich selbst einzuschätzen und andere zu Überbieten.
Der Erste beginnt mit einer Zahl, um anzugeben wie viel er nennen kann, beziehungsweise schaffen kann. Der nächste kann nachlegen und die Mindestanzahl höher setzen. Der, der am Schluss am höchsten ist und die anderen überbietet, bis sie aufgeben, hat „hochgepetert“.
Wenn derjenige der „hochgepetert“ hat alles schafft, verlieren die anderen beiden Mitspieler eines von drei Leben. Kann er nicht so viele nennen oder schaffen, wie er „hochgepetert“ hat, verliert er selber ein Leben und muss ein „Gefährliches Geständnis“ beantworten. Bei allen drei verlorenen Leben ist man ausgeschieden.
Der Gewinner des Formats darf sich in „Das Buch der weltbesten Hochpeterer“ eintragen. (Bisher u. a. Freshtorge, Till Reiners, Klaas Heufer-Umlauf, Robert Habeck, Badmómzjay und Chris Tall).

## Kritik
Kritisiert wurde World Wide Wohnzimmer von der Zeitung Die Welt. Der Kanal biete „mehr Geschmacklosigkeiten als Informationsgehalt“, so mussten etwa Videos mit „sexistische[n] Kommentare[n]“ entfernt werden.
Im Oktober 2018 kritisierte Matthias Schwarzer in der Neue Westfälischen das Format Hater-Interview: „In der Tat stellt sich die Frage, was minutenlages Bodyshaming und Beleidigungen […] eigentlich im öffentlich-rechtlichen Rundfunk zu suchen haben.“ Nach letzterer Kritik kündigten Dennis und Benni eine Neuausrichtung des Formats an und entschuldigten sich für die bisherige Vorgehensweise. Im Februar und März 2019 beschäftigte sich auch der Rundfunkrat des Hessischen Rundfunks mit einer Programmbeschwerde zu der kritisierten Ausgabe, was zu einer Löschung derselben führte.

## Auszeichnungen und Nominierungen
| Jahr | Institution                     | Preis                     | Kategorie         | Nominiert für            | Ergebnis  |        |
| ---- | ------------------------------- | ------------------------- | ----------------- | ------------------------ | --------- | ------ |
| 2016 | European Web Video Academy GmbH | Webvideopreis Deutschland | Comedy            | Den Kanal als Gesamtwerk | Nominiert | [ 25 ] |
| 2017 | European Web Video Academy GmbH | Webvideopreis Deutschland | Comedy            | Den Kanal als Gesamtwerk | Nominiert | [ 26 ] |
| 2020 | Brainpool                       | Deutscher Comedypreis     | Beste Comedy-Show | Den Kanal als Gesamtwerk | Gewonnen  | [ 27 ] |
| 2021 | Brainpool                       | Deutscher Comedypreis     | Beste Comedy-Show | Den Kanal als Gesamtwerk | Nominiert |        |
| 2022 | Superillu & MDR                 | Goldene Henne             | #Onlinestars      | Dennis und Benni Wolter  | Nominiert |        |
| 2022 | WDR                             | 1Live Comedy-Krone        | Comedy            | Dennis und Benni Wolter  | Gewonnen  | [ 28 ] |